# 马德哈特站 (地铁)
马德哈特地铁站是加尔各答地铁3号线的地铁站，亦是該线一期的北端總站。由于包括2018年马德哈特大桥倒塌等各种障碍，该站竣工日期多次被推迟。最終該站於2024年3月6日落成啟用。

## 位置
马德哈特站位于印度加尔各答马德哈特火车站上方，与马德哈特立交桥平行。 
該站為目前為加尔各答地铁3号线的北端總站。由於3號線一期亦沒有與1、2或6號線設轉乘站，通往加爾各答市中心的3號線二期工程亦尚未完工，乘客需於該站轉乘加爾各答市郊鐵路、公交或其他交通工具以前往加爾各答市中心。

## 车站详情
马德哈特站是一座高架地铁站，共有两个侧式站台，由Rail Vikas Nigam有限公司建成。自加尔各答地铁3号线在2010-11年的铁路预算规划中被时任铁路部长Mamata Banerjee批准起，该站建设便面临着一些问题。最初，该线路高架建设的合同于2011年签予了Simplex Infrastructures公司，但该站由于征地问题无法进行施工。2012年4月，Rail Vikas Nigam有限公司将车站建设合同重新授予了Gammon India公司。2018 年，即将建成的地铁站沿线相邻铁路跨桥马德哈特桥倒塌，车站的建设因设计、技术和法律等问题而完全停滞。大桥倒塌后，Gammon India公司退出了该站的建设项目。 2020年8月，GPT Infraprojects中标对该站重新施工；施工工作于2020年12月开始，并获得了印度政府造币厂和财政部的批准——最初铸币厂并不允许在其周围一公里内有任何高架结构。
最終該站於2024年3月6日通車，為3號線（紫線）一期最後一個通車的車站。该站為設有兩座側式月台的高架車站，車站為180米（590英尺）长，同时有十二个跨度；站台和站厅面积分别为3,050 m2（32,800 sq ft）和3,100 m2（33,000 sq ft），共将安装五个自动扶梯、两个电梯和五个楼梯。

## 車站結構
| G  | 地面入口                     | 出入口                                               |
| L1 | 大堂                         | 驗票閘門、客戶服務處、售票機                         |
| L2 | 側式月台 \| 左邊車門將會開啟 | 側式月台 \| 左邊車門將會開啟                         |
| L2 | 1號月台 北行                 | 列車落客月台 （將來：往 河濱 → ；下一站為Mominpore） |
| L2 | 2號月台 南行                 | ← 往 Joka 下一站為Taratala                           |
| L2 | 側式月台 \| 左邊車門將會開啟 |                                                      |
| L2 |                              |                                                      |

## 周边
马德哈特地铁站与加尔各答市郊铁路所属马德哈特火车站透過行人天橋相连。 該火車站提供布德蓋布德蓋支線和環線列車服務。
马德哈特巴士站則位於地鐵站約173米處。

## 車站相片
- 車站指示牌
- 車站建築
- 車站建築
- 站內樓梯
- 車站大堂
- 2024年2月24日、從重建後的馬德哈特橋望向車站
- 馬德哈特地鐵站及其下方的同名鐵路站
- 馬德哈特地鐵站入口
- 地鐵站閘機
- 站內控制室
- 車站月台